# BW Водолея
BW Водолея (лат. BW Aquarii) — двойная затменная переменная звезда типа Алголя (EA) в созвездии Водолея на расстоянии приблизительно 1362 световых лет (около 417 парсеков) от Солнца. Видимая звёздная величина звезды — от +10,92m до +10,31m. Орбитальный период — около 6,7197 суток.

## Характеристики
Первый компонент — жёлто-белый субгигант спектрального класса F8IV или F7. Эффективная температура — около 6140 К.
Второй компонент — жёлто-белый субгигант спектрального класса F7IV.